# Liste des aires urbaines de la Charente-Maritime
La Liste des aires urbaines de la Charente-Maritime est un fichier des aires urbaines du département de la Charente-Maritime dont la mise à jour est effectuée par l'INSEE lors de la révision du zonage ou du périmètre des aires urbaines en France.
Ces mises à jour ont lieu régulièrement après chaque recensement de population. Concernant ces listes, celles-ci sont établies en 1999 et 2010.

## Liste des aires urbaines de la Charente-Maritime de 2010
Ce tableau comprend les aires urbaines de la Charente-Maritime de plus de 5 000 habitantsau recensement de 2008, dans leurs nouvelles délimitations définies par l'Insee en 2010.
Liste des aires urbaines de Charente-Maritime de plus de 5 000 habitants en 2008 (Population municipale)
| Rang | Nom de l'aire urbaine | Aire urbaine | Pôle urbain | Nombre de communes | Superficie   | Densité de population |
| ---- | --------------------- | ------------ | ----------- | ------------------ | ------------ | --------------------- |
| 1    | La Rochelle           | 200 296      | 126 513     | 63                 | 1 004,16 km2 | 199 hab/km²           |
| 2    | Saintes               | 60 975       | 30 113      | 40                 | 532,64 km2   | 114 hab/km²           |
| 3    | Rochefort             | 55 588       | 39 287      | 20                 | 315,08 km2   | 176 hab/km²           |
| 4    | Royan                 | 47 833       | 35 174      | 14                 | 220,26 km2   | 217 hab/km²           |
| 5    | Saint-Jean-d'Angély   | 13 240       | 8 730       | 14                 | 151,39 km2   | 87 hab/km²            |
| 6    | La Tremblade          | 11 180       | 11 180      | 4                  | 118,45 km2   | 94 hab/km²            |
| 7    | Marennes              | 8 812        | 8 812       | 2                  | 32,49 km2    | 271 hab/km²           |
| 8    | Saint-Pierre-d'Oléron | 6 377        | 6 377       | 1                  | 40,55 km2    | 157 hab/km²           |
| 9    | Surgères              | 6 317        | 6 317       | 1                  | 28,71 km2    | 220 hab/km²           |
| 10   | Jonzac                | 6 265        | 5 242       | 5                  | 54,83 km2    | 114 hab/km²           |
| 11   | La Flotte             | 5 531        | 5 531       | 2                  | 17,02 km2    | 325 hab/km²           |

## Liste des 4 aires urbaines de 1999
Ce tableau comprend les 4 aires urbaines de la Charente-Maritime au recensement de 1999, dans leurs délimitations définies par l'Insee en 1999.
Liste des aires urbaines de Charente-Maritime en 1999 (Population sans doubles-comptes)
| Rang | Nom de l'aire urbaine | Aire urbaine | Pôle urbain | Nombre de communes | Superficie | Densité de population |
| ---- | --------------------- | ------------ | ----------- | ------------------ | ---------- | --------------------- |
| 1    | La Rochelle           | 171 214      | 116 157     | 51                 | 751,74 km2 | 228 hab/km²           |
| 2    | Saintes               | 51 542       | 26 836      | 31                 | 444,86 km2 | 127 hab/km²           |
| 3    | Rochefort             | 48 772       | 36 000      | 18                 | 307,96 km2 | 158 hab/km²           |
| 4    | Royan                 | 40 707       | 31 161      | 11                 | 184,96 km2 | 220 hab/km²           |